# 西六郷少年少女合唱団
西六郷少年少女合唱団（にしろくごうしょうねんしょうじょがっしょうだん）は、東京都大田区西六郷にある児童合唱団。団員は大田区立西六郷小学校合唱部員および卒業生を中心に、同小学校5年生から高等学校高校3年生までの生徒により構成される。

## 概要
1951年に大田区立西六郷小学校に赴任した鎌田典三郎（かまた のりさぶろう）教諭が、1955年に当時来日していたウィーン少年合唱団の歌声に感銘を受け、男子児童のみによる少年合唱団「西六郷小学校少年合唱団」を結成。
1960年代に、女子児童と同校卒業生も加えた混声合唱団として「西六郷少年少女合唱団」となる。
日本の小学校合唱コンクールで次々と受賞する。
高度経済成長期の西六郷を歌った団歌「ぼくらの町は川っぷち」、その続編と言うべき楽曲「ぼくらの空は四角くて」は、1960年代に『みんなのうた』で放送された。『歌のメリーゴーラウンド』のレギュラー出演や『みんなのうた』放送曲の歌唱で知られ、1969年発売の合唱曲『チコタン』のレコードは、同年度文化庁芸術祭レコード部門優秀賞を受賞した。
また1960年代には、『鉄人28号』『狼少年ケン』『少年忍者風のフジ丸』『海賊王子』『ハッスルパンチ』『キャプテン・スカーレット』など、数々のテレビ番組テーマソングのレコーディングに参加し、アニメソングでも常連の合唱団となる。
1964年、準国賓としてスカルノ大統領からインドネシアに招かれる。
1974年、加藤登紀子作詞「土耳古行進曲」のコーラスを担当する。
1999年3月に合唱団創立者の鎌田が死去。鎌田の遺志に従い、同年5月3日の演奏会をもっていったん解団する。
のちに元団員を中心に、新西六郷少年少女合唱団を再結成。2005年5月に西六郷少年少女合唱団へ名称を戻し、活動継続中である。

## 西六郷混成合唱団
1999年の初代「西六郷少年少女合唱団」の解団後、団員や地域住民の「伝統の合唱団を街からなくさないで」という強い声から、団員OB・OG有志らが西六郷鎌田記念合唱団を結成した。
2021年4月、西六郷混声合唱団へ改称した。